# Агрессивная вода
Агрессивная вода — вода с примесями, способная растворять горные породы; геологический термин, обозначающий воду, разрушающую такие материалы, как бетон, металлы и камень. Подобные свойства воде придают примеси, активно взаимодействующие с самыми разными веществами — кислоты (углекислота), щёлочи, растворённые соли (сульфаты), активные газы (кислород, хлор).
Для различных сооружений и механизмов, сделанных из металла, наличие агрессивных анионов, например Cl− в воде, их окружающей, сокращает срок их срок работы из-за коррозии и растрескивания.
К агрессивным водам можно отнести:
- сточные воды от травления металлов;
- воды из цехов гальванопокрытий;
- воды от производства минеральных кислот и нитропродуктов;
- воды цехов нефтеперерабатывающих заводов, содержащие сероводород, кислоты и сернистый газ;
- сточные воды заводов черной металлургии
- сточные воды коксохимических заводов и газогенераторных станций;
- кислые воды сульфитцеллюлозных заводов и т. д.[3]

## Типы агрессивности воды
Различают следующие типы агрессивности.
- Общекислотная. Водородный показатель воды меньше 6. Повышается растворимость карбоната кальция. В зависимости от марки цемента и значений pH агрессивность воды различна: при pH < 4 наибольшая, при pH = 6,5 — наименьшая.
- Выщелачивающая. Вода содержит более 0,4—1,5 мг экв. гидрокарбоната. Проявляется в растворении карбоната кальция и выносе из бетона гидроксида кальция. Степень агрессивности воды определяется растворимостью карбоната кальция. Вынос гидроксида кальция увеличивается в присутствии хлорида магния, который вступает в обменную реакцию с гидроксидом кальция, образуя хорошо растворимый хлорид кальция.
- Магнезиальная. Вода содержит более 750 мг/л магния двухвалентного. Предел допустимой концентрации ионов магния зависит от марки цемента, условий, конструкции сооружения, содержания сульфатных ионов и изменяется в широких пределах: от 1,0 до 2,5 %.
- Сульфатная. Вода содержит свыше 250 мг/л сульфатных ионов. Присутствующие в воде в больших концентрациях сульфатные ионы, проникая в бетон, при кристаллизации образуют кристаллогидрат сульфата кальция, являющийся причиной вспучивания и разрушения бетона.
- Углекислотная. Вода содержит свыше 3—4 мг/л углекислоты. Растворение карбоната кальция под воздействием растворённого диоксида углерода с образованием легкорастворимого гидрокарбоната кальция провоцирует процесс разрушения бетона.